# Ikiej
Ikiej (ros. Икей) – wieś (sieło) w Rosji, w obwodzie irkuckim, w rejonie tułuńskim. W 2010 liczyła 1207 mieszkańców.